# Назаров, Памфил Назарович
Памфил Назарович Назаров (в иночестве Митрофан; 9 (20) февраля 1792—1839) — российский солдат-крестьянин и писатель

-мемуарист, впоследствии монах.
Родился в селе Филимоново Селиховской волости Корчевского уезда Тверской губернии, был одним из четырёх сыновей. Умел выжигать уголь и ковать гвозди.
В сентябре 1812 года был рекрутирован, службу с 4 октября 1812 года проходил в 8-й егерской роте Финляндского лейб-гвардии полка.
Впоследствии (с момента вступления русской армии в Пруссию) в 6-й егерской роте, с 1815 года во 2-й карабинерной, с 1826 года во 2-й егерской.
Принимал участие в заграничном походе русской армии, воевал в Саксонии, Пруссии и Силезии.
Участвовал во взятии Парижа союзными войсками в 1814 году и победном параде по улицам французской столицы.
В 1828 году в составе полка участвовал в действиях против турецких войск, а в 1831 против польских повстанцев.
8 мая 1831 в сражении получил пулевое ранение в правую ногу.
В 1832 году за службу был награждён Знаком отличия Военного ордена под № 64665, в 1834 году за 20-летнюю беспорочную службу Знаком отличия ордена Святой Анны, а также польским Знаком отличия За военное достоинство 5-й степени.
После окончания военной службы в 1836 году вернулся в родную губернию, принял монашеский постриг под именем Митрофана и переселился в Спасский монастырь в Ярославле.
Оставил «Записки» о своей военной службе в 1812—1836 годах, во время которой ему пришлось несколько раз изъездить большую часть Европы; в них подробно описан тогдашний солдатский быт. Его «Записки» были помещены в «Русской старине», 1878 год, № 8, в 1912 году переизданы в журнале «Тверская старина».